# Модель полицейских участков
Модель полицейских участков (англ. Police office model, POM) — механизм безопасности мультиагентных систем (МАС), разработанный Xudong Guan, Yiling Yang, Jinyuan You и опубликованный в 2000 году. В данной модели вся зона работы агентов разбивается на отдельные участки, в каждом из которых находится управляющий узел, отвечающий за безопасность данной ему области. Таким образом, POM относится к моделям с централизованным принципом управления.

## Предпосылки
Самыми распространенными атаками на МАС являются внедрение в состав коллектива агента-диверсанта.
Модель полицейских участков позволяет уменьшить влияние следующих атак на МАС
- Атака посредника
- Формирование и передача дезинформации
- Эксплуатация уязвимостей алгоритмов коллективного управления

Такие виды (мягких) атак тяжело обнаружить, в отличие от DDOS или других видов, поскольку все агенты работают в штатном режиме, а агента-диверсанта считают неотличимым.

## Принцип модели
Согласно автору, вся зона МАС делится на регионы, которые включают в себя полицейского офицера и агентов. Основным критерием разделение на регионы является качество связи между агентом и управляющим узлом. Агент принадлежит узлу, связь с которым лучше остальных. Регионы не должны пересекаться.
Полицейский офицер — это специальный доверенный агент, способный наблюдать за остальными участниками региона.
Каждый участник региона должен знать, кто из них полицейский офицер.
Агент имеет два канала связи. Защищённый — для общения с полицейским офицером и открытый — для общения с остальными.

## Как работает система
В модели идейно различаются действия агента внутри региона и перемещение от одного региона к другому.

### Внутризональнаяполитика безопасности
Существует общая задача, которую необходимо выполнить МАС. Агент хочет выполнить какое-либо действие. Для этого ему необходимо получить некоторые ресурсы. Он отправляет сообщение о своих намерениях, местоположении и состоянии полицейскому офицеру текущего региона по защищённому каналу и остальным агентам по открытому.
Офицер идентифицирует и аутентифицирует агента. Проверяет полученные сведения на непротиворечивость, например, сравнивая их с другими сообщениями агентов или собственной оценкой обстановки. Также он проверяет полезность совершаемого действия.
Если Полицейский офицер посчитал, что такое действие агента полезно для достижения итоговой цели, то он дает разрешение на ресурсы. Далее он формирует сообщение, в котором указывает действие субъекта и отправляет его остальным участникам региона и остальным полицейским участкам.
Если офицер считает что действие бесполезно или приведёт к потерям, то он блокирует ресурсы агенту.

### Межзональнаяполитика безопасности
Для выполнения некоторых заданий участникам системы необходимо перемещаться между регионами. Когда агент намеревается мигрировать из 1-й во 2-ю зону, он отправляет запрос офицеру 1-го региона. Полицейский аутентифицирует субъект и проверяет существование 2-го региона. При подтверждении, он формирует сообщение для агента, в котором указывает необходимые характеристики субъекта, информацию о выбранном маршруте и точке отправления и дает разрешение на миграцию. После того как агент переместился в другой регион, он отдает офицеру 2-го региона сообщение от офицера 1-го региона. Офицер 2-го региона проверяет легитимность информации и обращается к агенту 1-го региона, спрашивая его о существовании субъекта и разрешении на миграцию. Далее офицер 2-го региона проверяет время перемещения и оставшихся ресурсов агента для определения проверки фактического и теоретического пути.

## Пример
Заранее извиняюсь перед шахтерами и всеми кто работает в этой области за неточность формулировок и непонимания рабочего процесса.
Пусть есть система шахт. За каждой шахтой следит начальник, он будет выполнять роль полицейского офицера. У каждого начальника в подчинении есть работники, в модели они будут обычными агентами. Каждая шахта занимается добычей полезных ископаемых — итоговая цель для МАС.
Внутризональная политика
Пусть рабочий Петр решил поработать на одном из участков шахты. Он рассказывает об этом остальным работникам — открытый канал между агентами и пишет заявление начальнику, о своих желаниях и необходимости в инструментах. Начальник выслушивает мнения остальных о Петре, смотрит, а нужно ли вообще работать в том месте, сравнивает предполагаемую прибыль и расходы на инструменты. Если начальнику все нравится, он отдает инструменты и разрешение работнику.
Межзональная политика
Пусть Петр хочет поехать за редким инструментом с шахты № 1 в шахту № 2. Начальник первой шахты проверяет наличие инструмента и существование такой шахты. Если все хорошо, то он пишет заявление где указывает характеристики машины, остаток бензина и предполагаемый маршрут и отдает ключи от машины Петру. Работник переезжает на другую шахту, отдает сделанное начальником заявление, показывает машину начальнику второй шахты. Тот сверяет теоретически расходованный бензин с реальным, звонит начальнику первой шахты и опрашивает его о Петре. При условии, что все верно, Петру разрешают взять инструмент. Процедура возврата примерно такая же.

## Проблемы
В книге авторы выделяют следующие проблемы:
- Правила разделения на регионы необходимо составлять для каждой МАС отдельно.
- При выходе из строя полицейского узла система будет работать некорректно.
- Офицеры уменьшают распределенность системы (агенты перестают быть независимыми)
- Большие требования к офицерам
- Наличие защищённого канала для общения между агентом и полицейским